# Р-814
Р-814 — аэродромная УКВ-радиостанция на автомобильном шасси, также известная под наименованием РАС-УКВ-А «Чернослив».  Радиостанция предназначена для обеспечения беспоисковой и бесподстроечной телефонной радиосвязи пунктов управления с самолётами, а также для наземной радиосвязи между штабами авиационных дивизий и полков. Станция была разработана в СКБ Горьковского завода №197 в период 1947 – 1949 гг, шифр разработки — «тема 24».  Радиостанция Р-814, помимо военных аэродромов, применялась в гражданских аэропортах и в морфлоте.

## Разработка и производство
Разработка Р-814 началась в соответствии с Постановлением Совета Министров СССР № 817-260сс от 1.04.1947 года. Главный конструктор радиостанции — П.Н. Гуров. По приказу МПСС № А-189с от 12.07.1947 года были утверждены заместители главного конструктора: Б. Д. Увяткин по электрической части, П. М. Краснолобов по конструкции, Н. С. Митрофанов по электропитанию. Государственные испытания радиостанции проведены в 1949 году. Серийный выпуск радиостанции начался в 1950 году, в 1952 году сборочное производство радиостанции было перенесено на недавно перепрофилированный Горьковский автобусный завод № 642 МПСС.
В 1954 году специально под производство РАС-УКВ был образован завод «Электроприбор» в г. Владимире, где с 1956 года началось производство модернизированной радиостанции РАС-УКВ-М (Р-824).
Радиостанция поставлялась заказчику в двух вариантах: в разобранном виде в упаковочной таре либо смонтированная в кузовах-фургонах СК или СН на двух автомобилях ЗиС-151. Радиостанции РАС-УКВ-М монтировались на шасси ЗИЛ-157 в кузове КУНГ-1А. При использовании приставки «Арфа-3» радиостанция могла использоваться для постановки помех в УКВ-диапазоне.
В дальнейшем на основе радиостанций РАС-УКВ-А и РАС-УКВ-М был разработан целый ряд изделий:
- аэродромная УКВ приемо-передающая радиостанция  Р-824М на автомобильном шасси
- аэродромная УКВ приемо-передающая радиостанция  Р-824МС стационарного монтажа
- аэродромная УКВ станция помех на автомобильном шасси Р-824П
- аэродромная УКВ приемо-передающая радиостанция Р-824Л для командной радиолинии «Лазурь» (на автомобильном шасси)
- аэродромная УКВ приемо-передающая радиостанция Р-824ЛП
- аэродромная УКВ приемо-передающая радиостанция Р-824ЛПМ
- аэродромная УКВ приемо-передающая радиостанция  Р-824ЛСП стационарного монтажа
- аэродромная УКВ приемо-передающая радиостанция  Р-825 на автомобильном шасси

## Некоторые ТТХ
- Диапазон рабочих частот: 100—150 МГц
- Тип модуляции — АМ
- Мощность передатчика, отдаваемая в антенный фидер — не менее 250 Вт
- Дальность связи с однотипной радиостанцией по земле при работе на направленную антенну — 60-70 км
- Дальность связи с самолётом на высоте полёта 500 м — 90 км
- Дальность связи с самолётом на высоте полёта 10000 м — 350 км